# Journey without a map
『Journey without a map』（ジャーニー・ウィズアウト・ア・マップ）はGLAYのギタリストであるTAKUROが2016年12月14日に発売したスタジオ・アルバムである。

## 概要
キャリア初のソロ・アルバムであり、この作品を制作するにあたって、TAKUROは「SUGIZO（LUNA SEA）や松本孝弘（B'z）が背中を押してくれた」と語っている。

松本は本作のプロデュースを担当しており、具体的な作業としてアレンジおよびエンジニア、スタジオ、各楽曲のミュージシャンの選別を担当。アレンジに関してはTAKUROのデモテープがしっかり作られていたのでほぼ手を加えることはなかったと語っている。
翌年の2月にはソロツアー「Journey without a map 2017」が行われた。
CD+DVD盤とCD only盤、初回生産限定アナログレコードの３形態で発売された。

## 収録曲

### CD
| 全作曲: TAKURO、全編曲: TAKURO、松本孝弘。 |                           |       |            |      |
| #                                          | タイトル                  | 作詞  | 作曲・編曲 | 時間 |
| 1.                                         | 「Lullaby」               |       | TAKURO     | 3:31 |
| 2.                                         | 「流転」                  |       | TAKURO     | 5:04 |
| 3.                                         | 「Guess Who」             |       | TAKURO     | 5:16 |
| 4.                                         | 「Autumn Rain」           |       | TAKURO     | 4:27 |
| 5.                                         | 「RIOT」                  |       | TAKURO     | 4:21 |
| 6.                                         | 「Istanbul Night」        |       | TAKURO     | 4:27 |
| 7.                                         | 「Francis Elena」         |       | TAKURO     | 3:43 |
| 8.                                         | 「Fear & Favors」         |       | TAKURO     | 5:47 |
| 9.                                         | 「Northern Life」         |       | TAKURO     | 5:21 |
| 10.                                        | 「Journey without a map」 |       | TAKURO     | 7:22 |
| 11.                                        | 「函館日和」              |       | TAKURO     | 5:03 |
| 合計時間:                                  | 合計時間:                 | 54:27 |            |      |

### DVD（CD+DVD盤のみ）
- [Guess Who] MUSIC VIDEO
- [Guess Who] MUSIC VIDEO Making
- [Journey without a map] Documentary Film
- [Journey without a map] Documentary Film Another Talk

## 演奏
- TAKURO - ギター
- 永井利光 - ドラムス（#1,4,6,11）
- ジェイソン・サター - ドラムス（#2,5,10）
- ジョン・フェラーロ - ドラムス（#3,7,8,9）
- 小泉P克人 - ベース（#1）
- トラヴィス・カールトン- ベース（#2,5,10）
- 川村竜 - ベース（#4,6,11）
- トレイ・ヘンリー - ウッド・ベース（#3,7,8,9）
- ジェフ・バブコ - ピアノ（#1,2,5,6,10）
- 川村ケン - ピアノ（#3,4,8,9,11）
- グレッグ・ヴェイル - サックス（"1,3,4,5,8,10）
- 竹上良成 - サックス、フルート（#11）